# Germánium-tetraklorid
A germánium-tetraklorid egy színtelen, füstölgő folyadék sajátságos, szúrós szaggal. A vegyület a tisztított germánium előállítása során megjelenő köztitermék. Napjainkban megnőtt a GeCl4 felhasználása, elsősorban az optikai szálak gyártásánál alkalmazzák reagensként.
Elemi germániummal reagálva germánium-dikloridra más néven germánium(II)-kloridra redukálódik.

## Előállítás
A germániumot leginkább a cink- és rézércet feldolgozó kohókban keletkező szállópor kezelése során nyerik, bár jelentős germániumforrás egy bizonyos szénfajta, a vitrit égése során keletkező hamu is. A germánium-tetraklorid fém vagy fém-oxid (GeO2) tisztítása során jelentkező köztitermék.
A germánium-tetraklorid a germánium-dioxid tömény sósavban történő feloldása során közvetlenül előállítható. A kapott keverékből a GeCl4-ot frakcionált desztillációval választják el a többi terméktől és szennyezéstől.  A GeCl4 ioncserélt vizes hidrolízise tiszta GeO2-ot ad, amelyből a fém germánium hidrogénes redukcióval állítható elő.
A GeO2 előállítása azonban attól függ, hogy az ércből kinyert germánium milyen formában van. A réz-ólom-szulfid és cink-szulfid ércek GeS2-ot adnak, ami ezt követően egy oxidálószer, mint pl. nátrium-klorát segítségével  GeO2-dá alakítható.  Más cinkércekből pörkölés és zsugorítás után a GeO2 közvetlenül kapható, majd a fent ismertetett eljárás során dolgozzák fel.
4HCl(aq) + GeO2(s) ⇔ GeCl4(aq) + 2H2O(l)

## Felhasználás
A germánium-tetrakloridot majdnem kizárólag néhány optikai eljárás köztitermékeként használják. A  GeCl4-ot hidrolízissel közvetlenül GeO2-dá alakítva egyedülálló tulajdonságokkal rendlkező oxidüveget kapnak.

### Száloptika
A GeO2 legfigyelemreméltóbb tulajdonsága nagy törésmutatója és kis fényszórása, emiatt kameralencsék, mikroszkópok készítéséhez és optikai szálak magjaként használják. Az előállítás során a SiCl4-ot, és GeCl4-ot oxigénnel együtt egy üreges előszerkezetű üvegbe vezetik. Ezt követően óvatosan hevítéssel állítják elő a megfelelő oxidokat, és így speciális üvegkeveréket kapnak. A GeCl4 bevezetési sebességétől függően az optikai szál teljes törésmutatója szabályozható.  A GeO2 az üveg tömegének kb. 4%-át teszi ki.

### Infravörös technológia
A germánium és a GeO2-üveg az infravörös sugarak számára átlátszó, azokat nem nyeli el.  Emiatt ezt az anyagot infravörös spektroszkópok, berendezések ablakainak és lencséinek gyártásához használják, valamint alkalmazzák az éjjellátó technológiában és luxusjárművekben.  A germánium-dioxidnak a többi IR-átlátszó üveggel szembeni előnye mechanikai szilárdsága, emiatt felhasználja a katonaság is.

## Jövőbeli alkalmazások
2000-ben az Amerikai Egyesült Államok germániumfelhasználásának 15%-át az infravörös, míg 50%-át a száloptika tette ki. Az elmúlt 20 év során az IR-technológiában történő alkalmazás csökkent; míg az optikai szálak esetén lassan nő. Megbeszélés tárgya a száloptikai hálózatok átfogó létesítése; ugyanakkor a jelenlegi vonalak 30–50%-át nem használják (optikai sötétszál). Mindez lehet, hogy csökkenteni fogja a germánium iránti keresletet. Világszerte azonban drámaian nő az igény olyan országokban, mint pl. Kína, ahol száloptika alapú telekommunikációs rendszert telepítenek.